# Ornunga gamla kyrka
Ornunga gamla kyrka är en kyrkobyggnad i byn Ornunga i sydöstra delen av Vårgårda kommun. Den tillhör sedan 2006 Asklanda församling (tidigare Ornunga församling) i Skara stift. 

## Kyrkobyggnaden
Byggnaden har en stomme av gråsten. Planen är ett rektangulärt långhus med tresidigt kor i öster. Norr om koret finns en vidbyggd sakristia. På medeltida vis saknar norra långväggen fönster. Vid långhusets västra kortsida finns ett vapenhus i skiftesverk avsett för kvinnor och vid dess sydvästra sida ett vapenhus av trä avsett för män.

### Tillkomst och ombyggnader
Kyrkan uppfördes troligen på 1200-talet och enligt en sägen byggdes den åt församlingen av två rika systrar på godset Sällerhög. Takmålningarna i lantlig renässans är från 1600-talet och vid samma tid byggdes en läktare vid västra väggen. Den utvidgades senare åt öster längs den norra väggen. År 1720 byggdes kyrkan till och blev dubbelt så stor. Nuvarande tresidiga kor tillkom då och fönstren fick sin nuvarande storlek. De båda vapenhusen av trä uppfördes. Sakristian norr om koret murades upp 1794. 

### Räddning undan rivning
Under 1800-talet eftersattes kyrkans underhåll, då planer fanns att bygga en ny kyrka. Dessutom skadades kyrkans murar 1904 av ett jordskalv och året därpå, när den nya kyrkan var färdigbyggd, fattades beslut om att gamla kyrkan skulle rivas.
Komministern i Asklanda Gustaf Sandzén och hans bror konstnären Birger Sandzén, som bodde i USA, tog initiativ till att bevara medeltidskyrkan. En förening med namnet "Svältornas fornminnesförening" bildades, som köpte kyrkan och restaurerade den med ett visst ekonomiskt stöd från Svenska Turistföreningen. År 1908 restaurerades altaruppsatsen och påföljande år genomgick kyrkan reparationer. Från 1923 började föreningen använda kyrkan som museum. Vid mitten av 1950-talet konstaterades, att taket var i dåligt skick och Riksantikvarieämbetet åtog sig att restaurera kyrkan, på villkor att föreningen flyttade bort de där förvarade museiföremålen, vilket myndigheten fann olämpligt. År 1967 inköptes den näraliggande gården Kyrkebol och dess mangårdsbyggnad blev nytt museum. Först 1973-1974 restaurerades kyrkan utvändigt, då taket täcktes med tjärade furuspån och ytterväggarna putsades om. Hela den orörda interiören visar hur 1700-talets kyrkor i Västergötland såg ut, där endast tak, predikstol och altaruppsats är målade.
Öster om kyrkan finns en fristående klockstapel av trä från 1670-talet, som fortfarande har manuell ringning. Kyrkogården har bibehållit sin medeltida ängskaraktär och den slås varje år.

## Inventarier

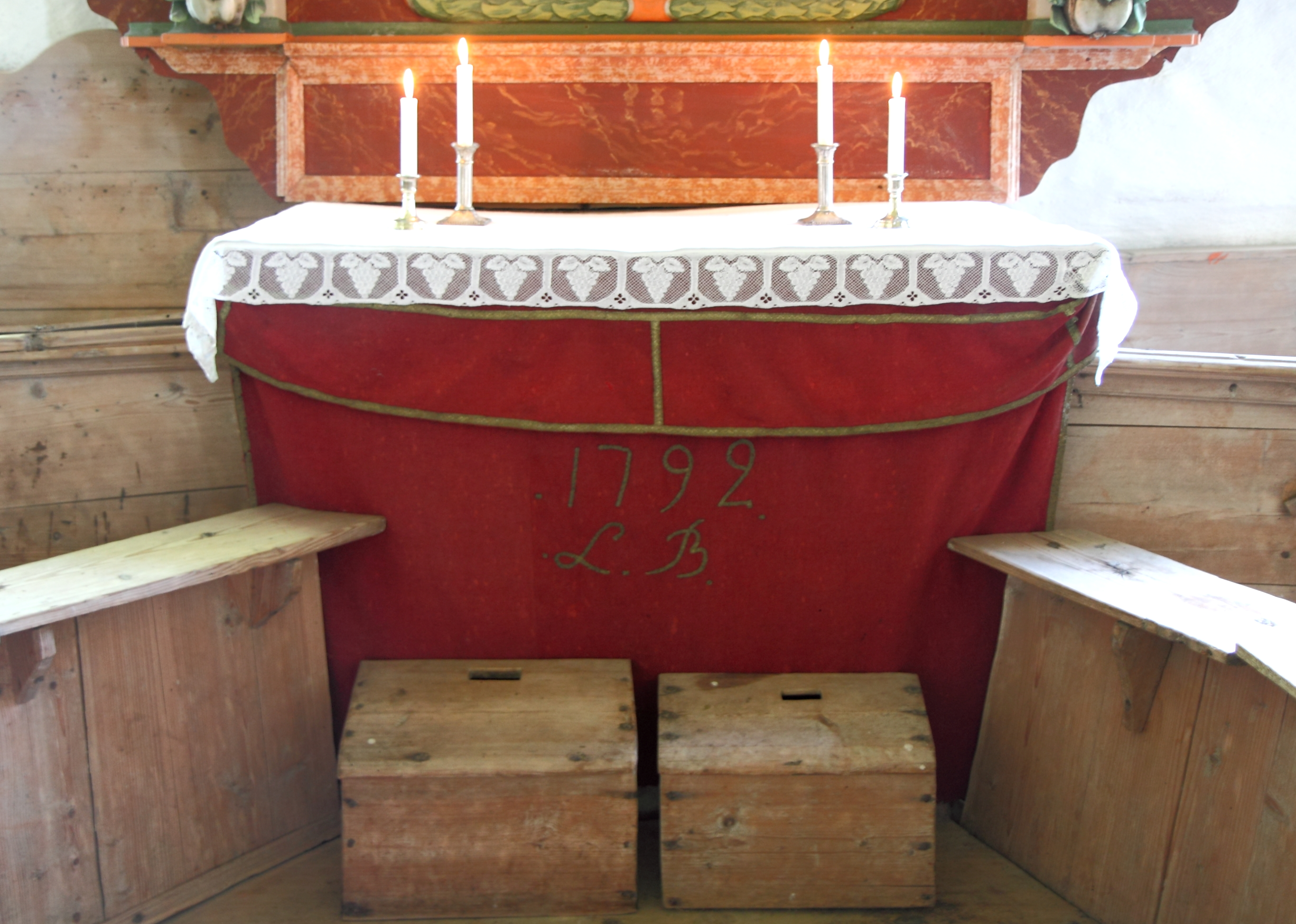
Altaret
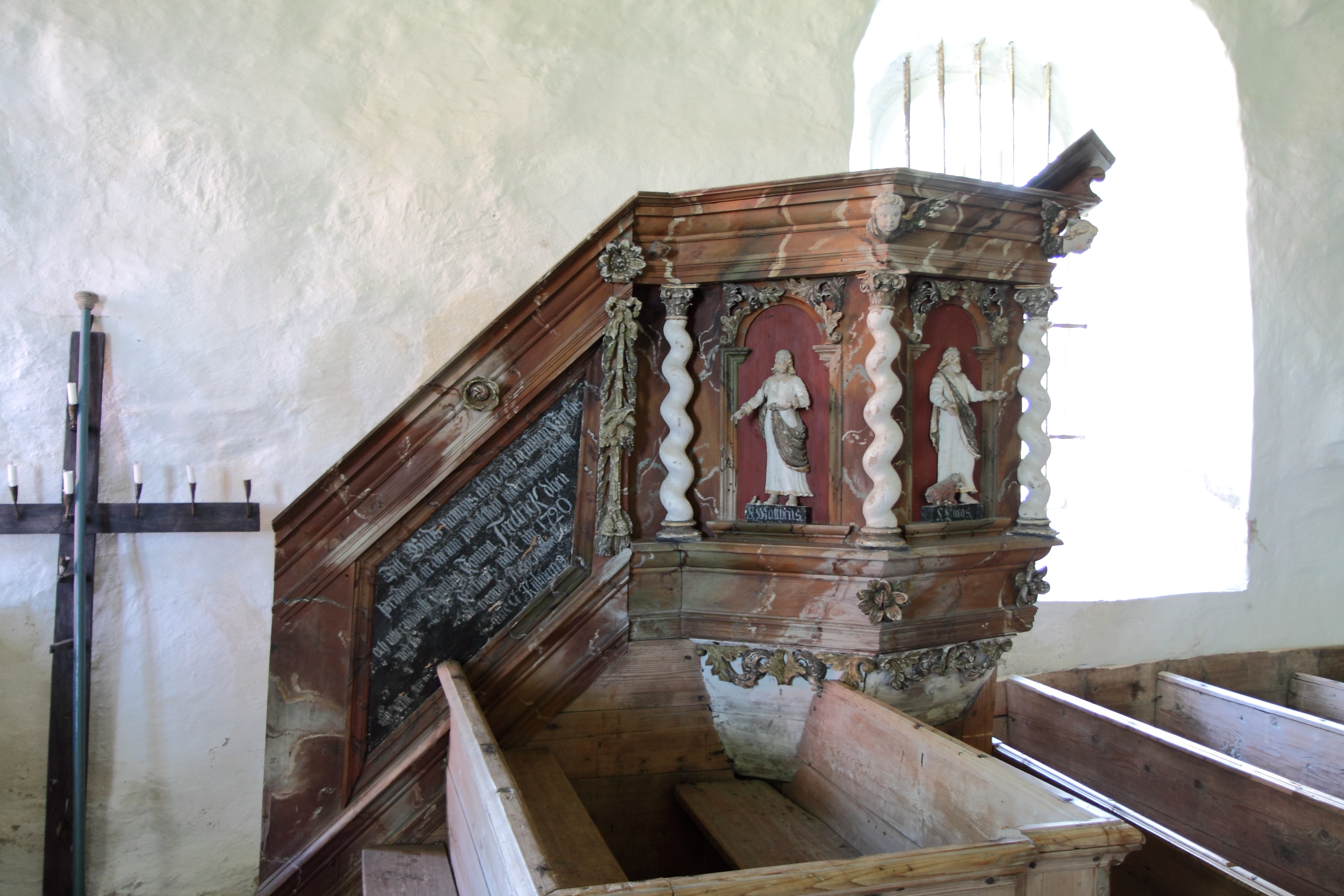
Predikstolen
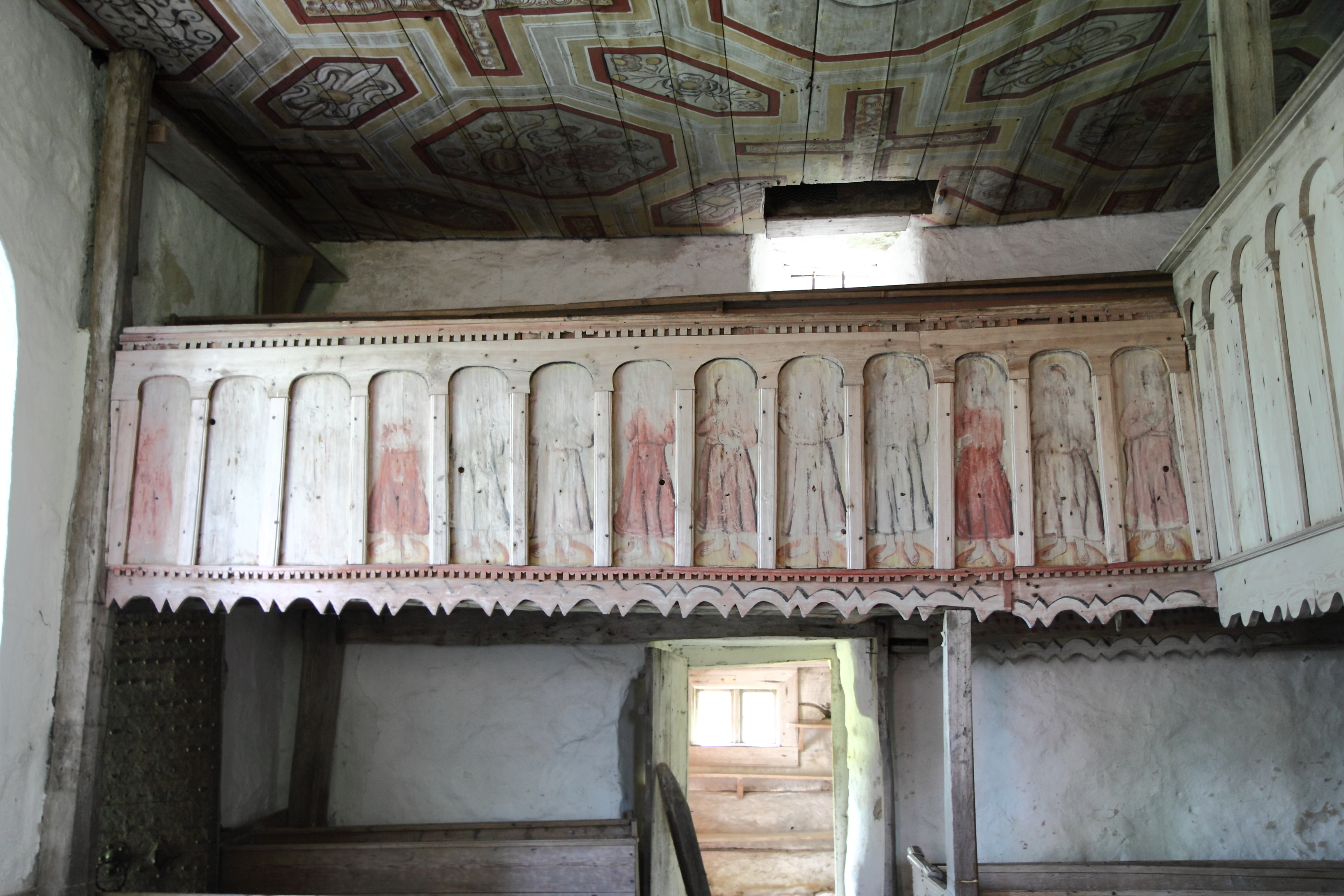
Läktaren
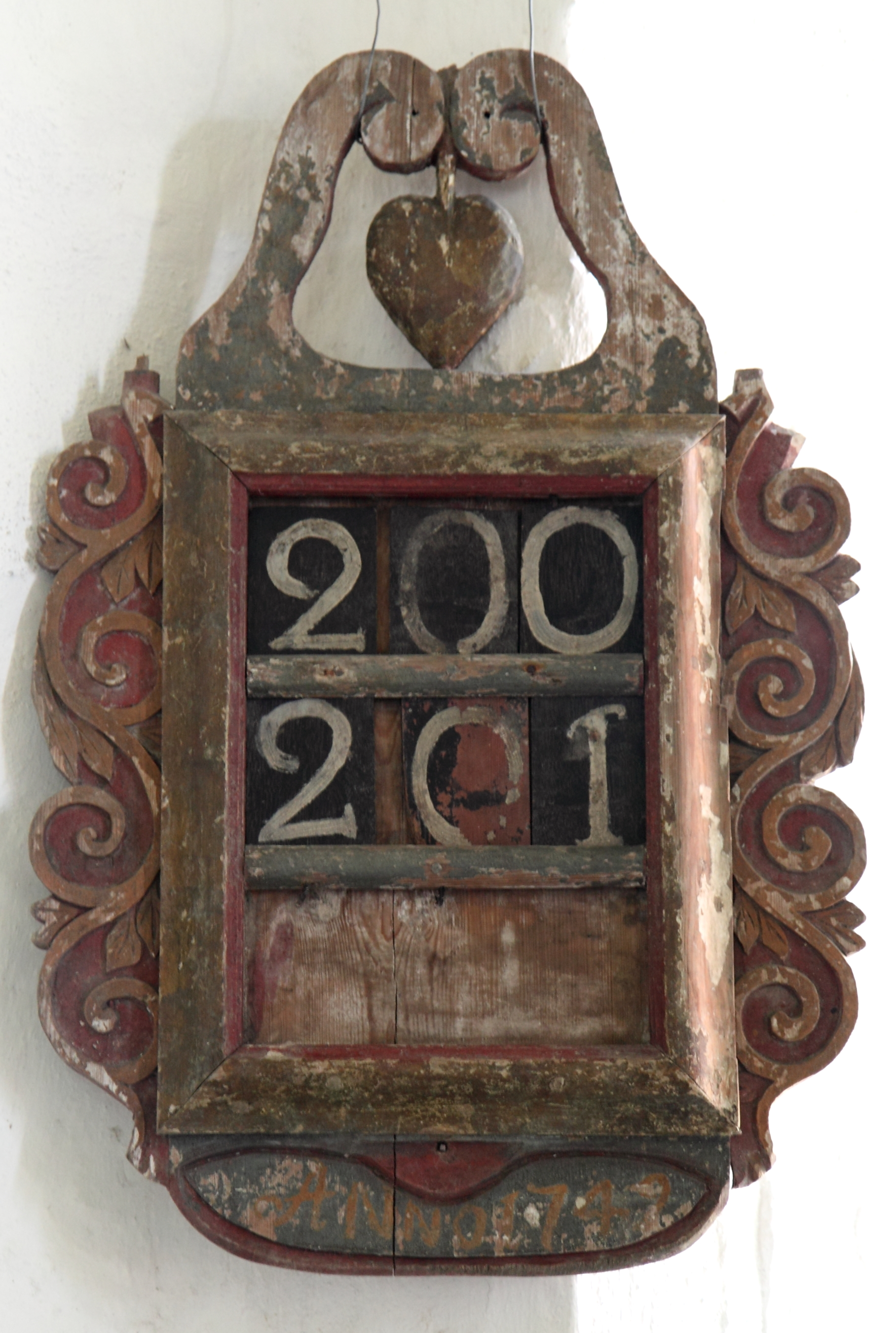
Psalmtavlan
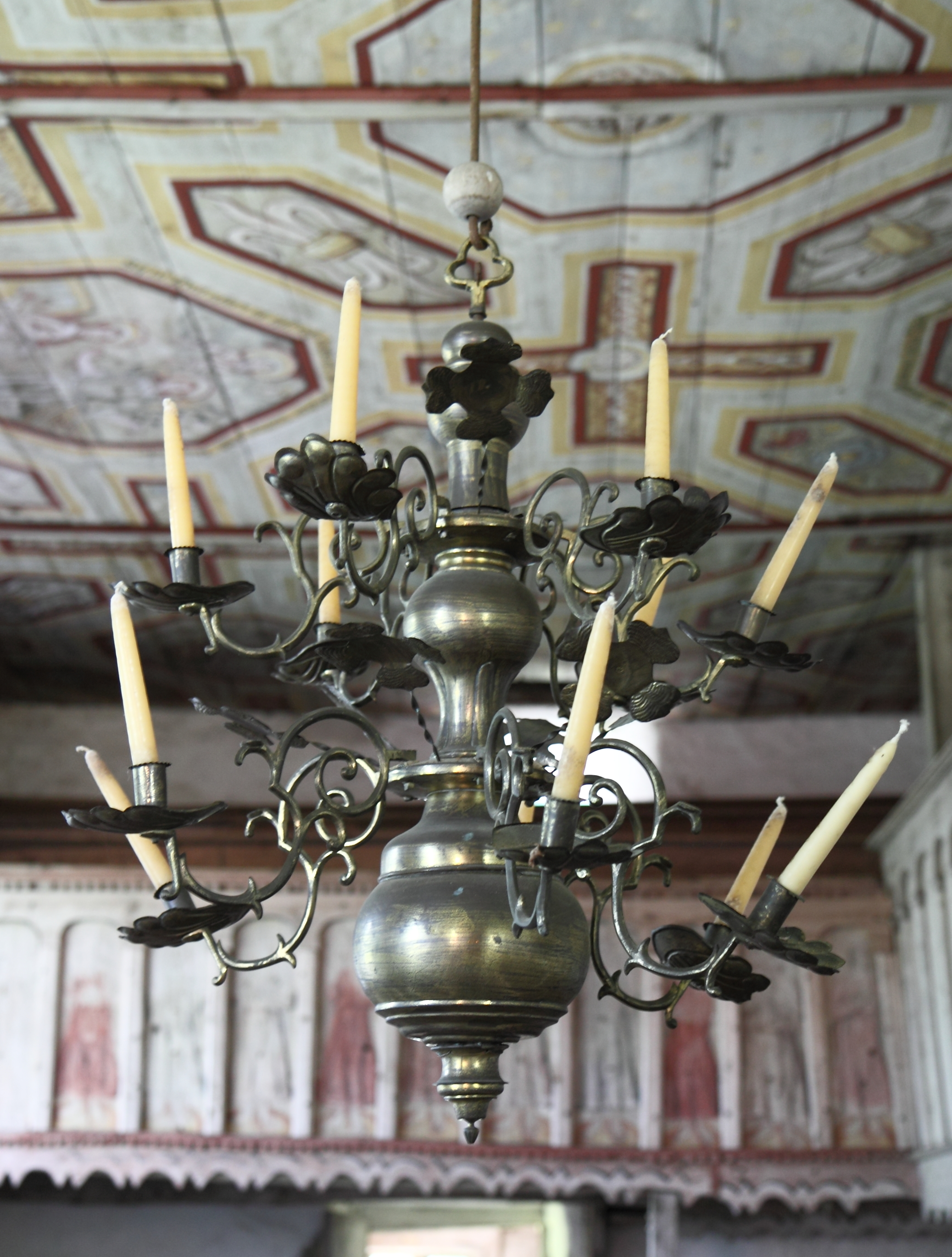
Ljuskrona
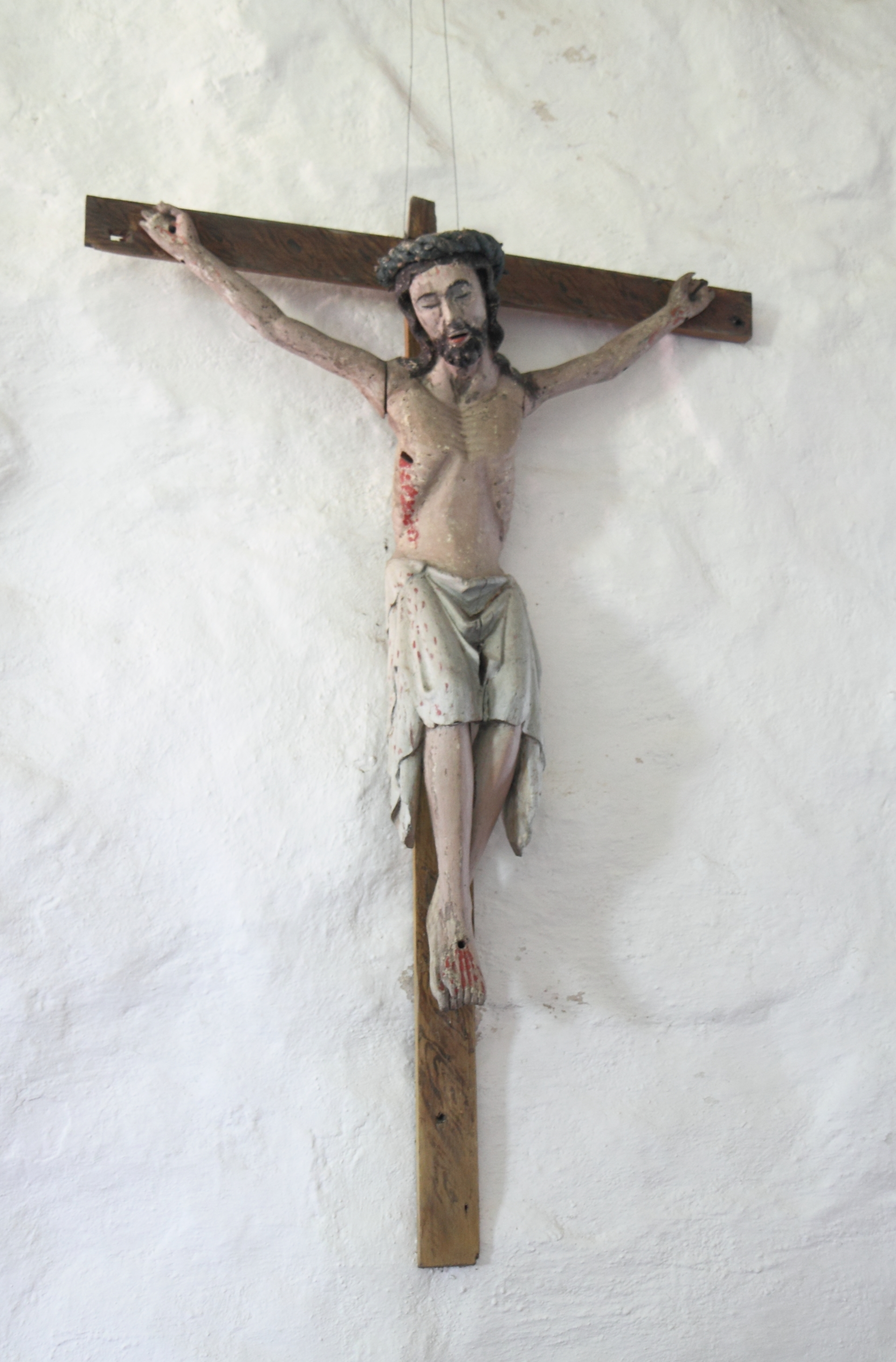
Triumfkrucifix
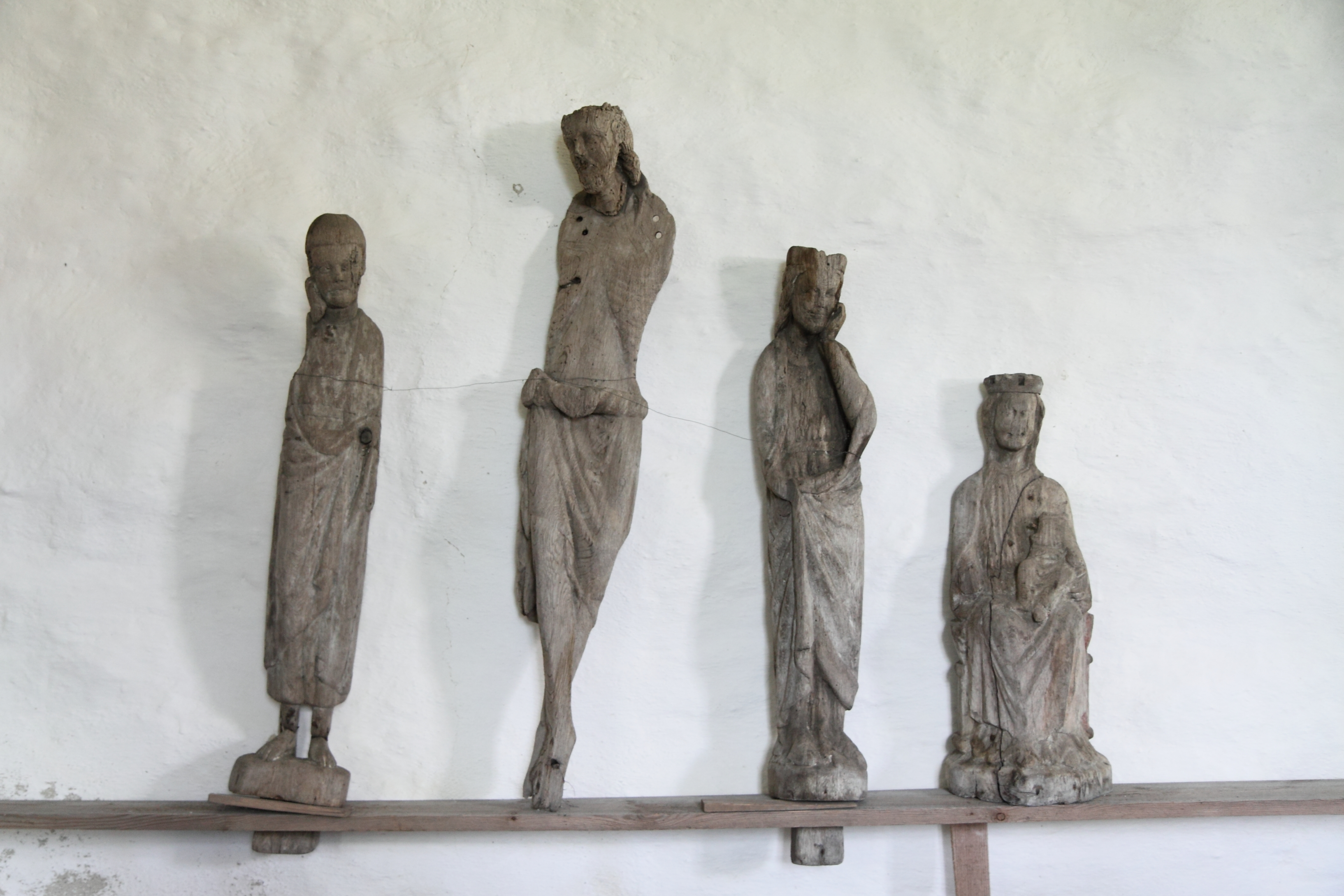
Träskulpturer
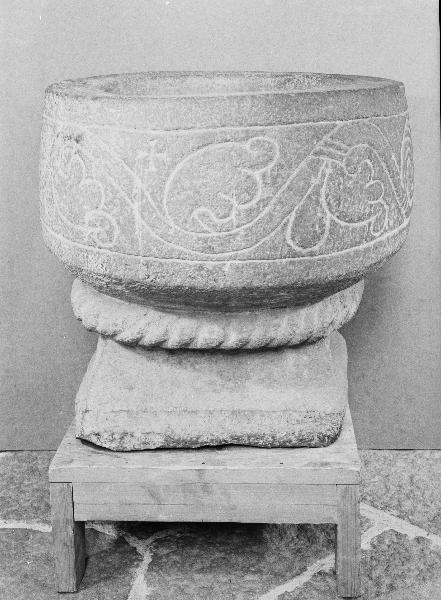
Dopfunten

- Dopfunt av sandsten tillverkad under 1200-talet första hälft i två delar. Förvaras vid Statens historiska museum. Höjd: 73 cm. Cuppan är rundad och har på livet oavslutad dekor i form av akantusrankor och blad. De är i huvudsak endast konturhuggna. Foten är fyrsidig med en kraftig repstav. Centralt uttömningshål. Den har inga större skador.[1]
- Predikstol med evangelistbilder är tillverkad 1720 av Niklas Kihlman.
- Altaruppsatsen tillkom 1744.
- En dopfunt av sandsten. Förvaras sedan 1878 på Statens historiska museum.
- Ett flertal träskulpturer är från 1200-talet. Tre av dessa förvaras på Göteborgs Stadsmuseum.
  - En tronande madonnaskulptur från 1200-talets senare del utförd i ek. Höjd 73 cm. [2]
  - En stående madonnaskulptur, som har tillhört en kalvariegrupp från mitten av 1200-talet utförd i ek. Höjd 93 cm. [3]
- En gammal kyrkstock förvaras i männens vapenhus.

## Exteriörbilder

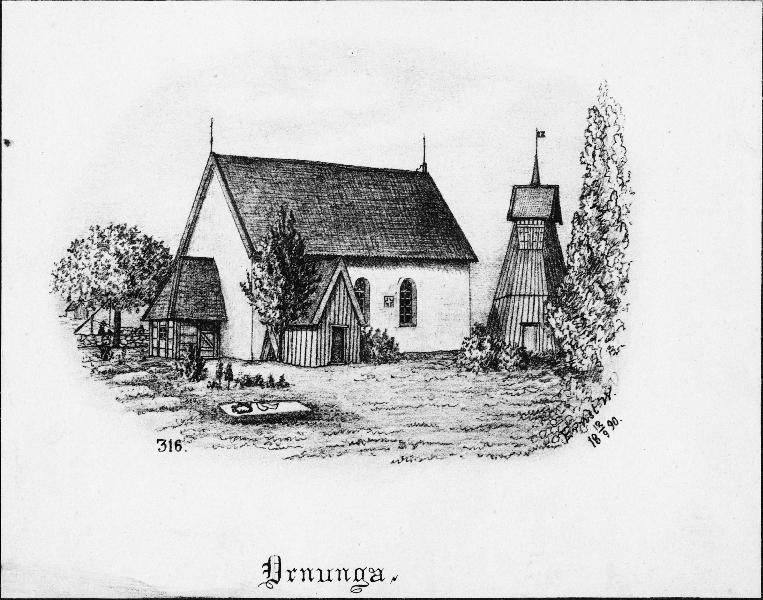
Kyrkan på teckning 1890.
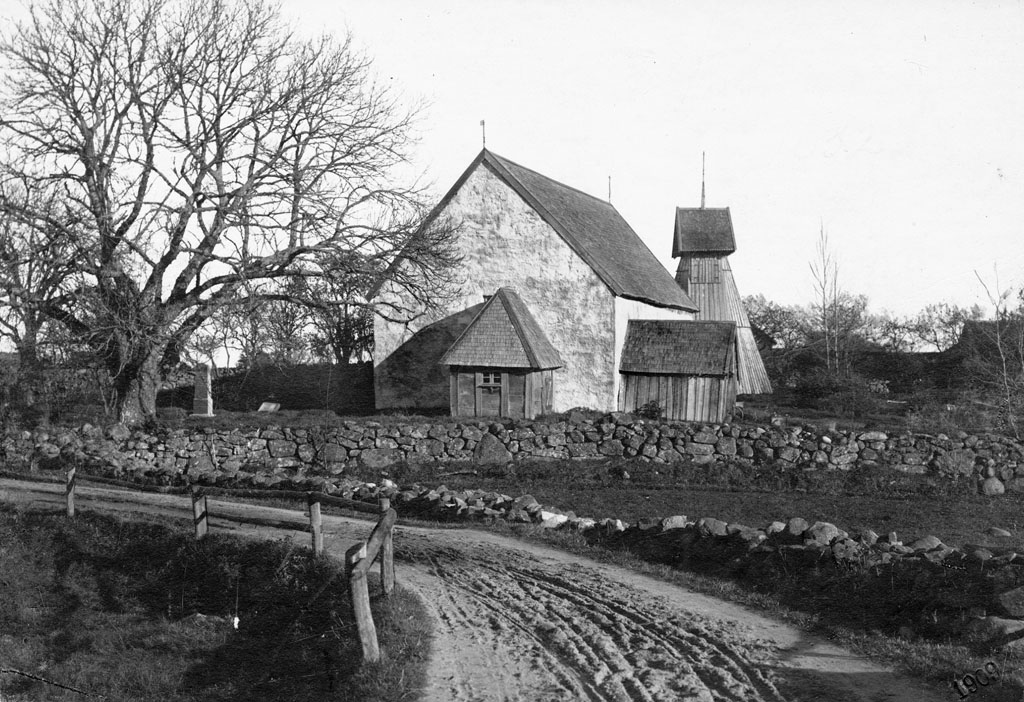
Exteriör år 1909.
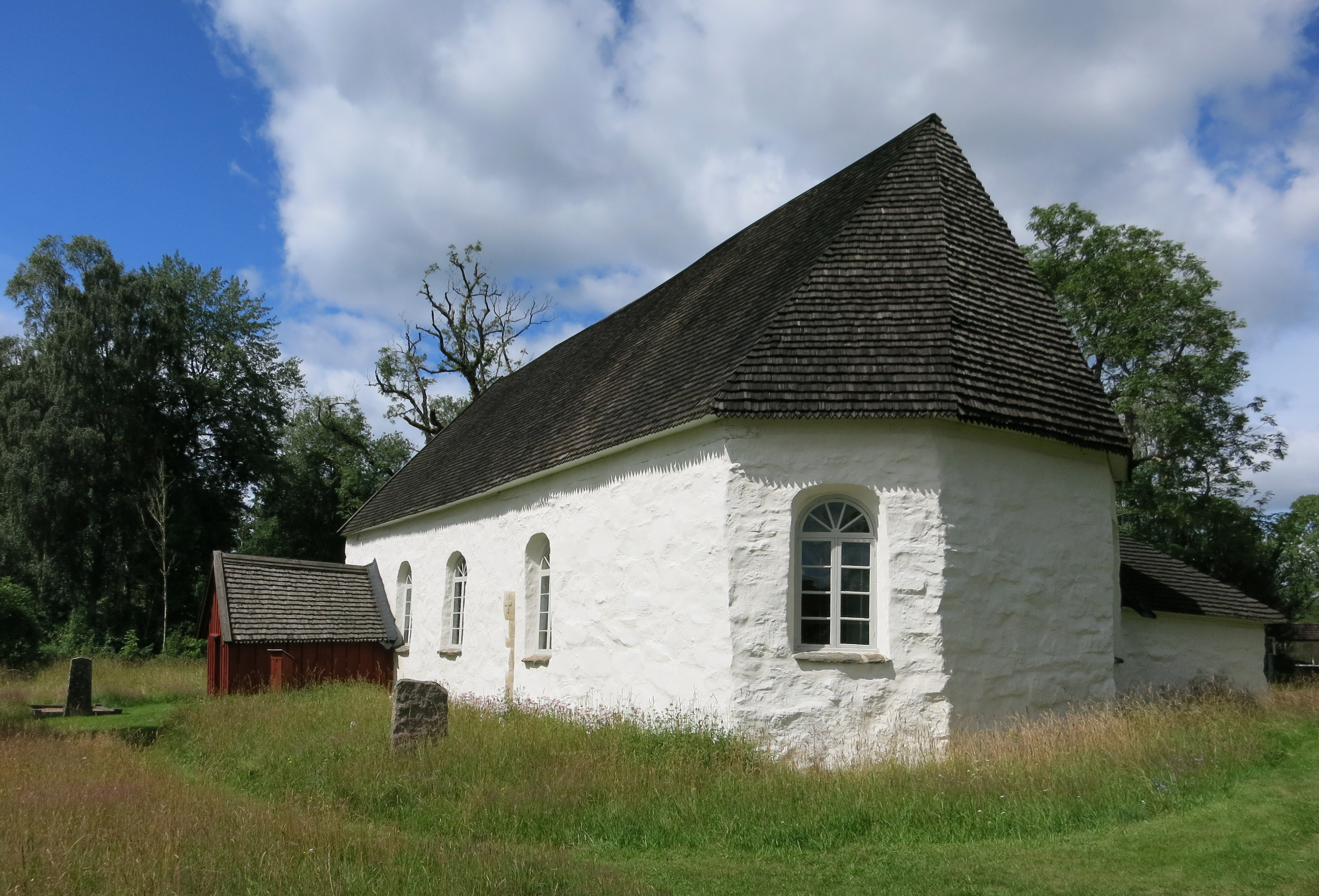
Exteriör från norr.
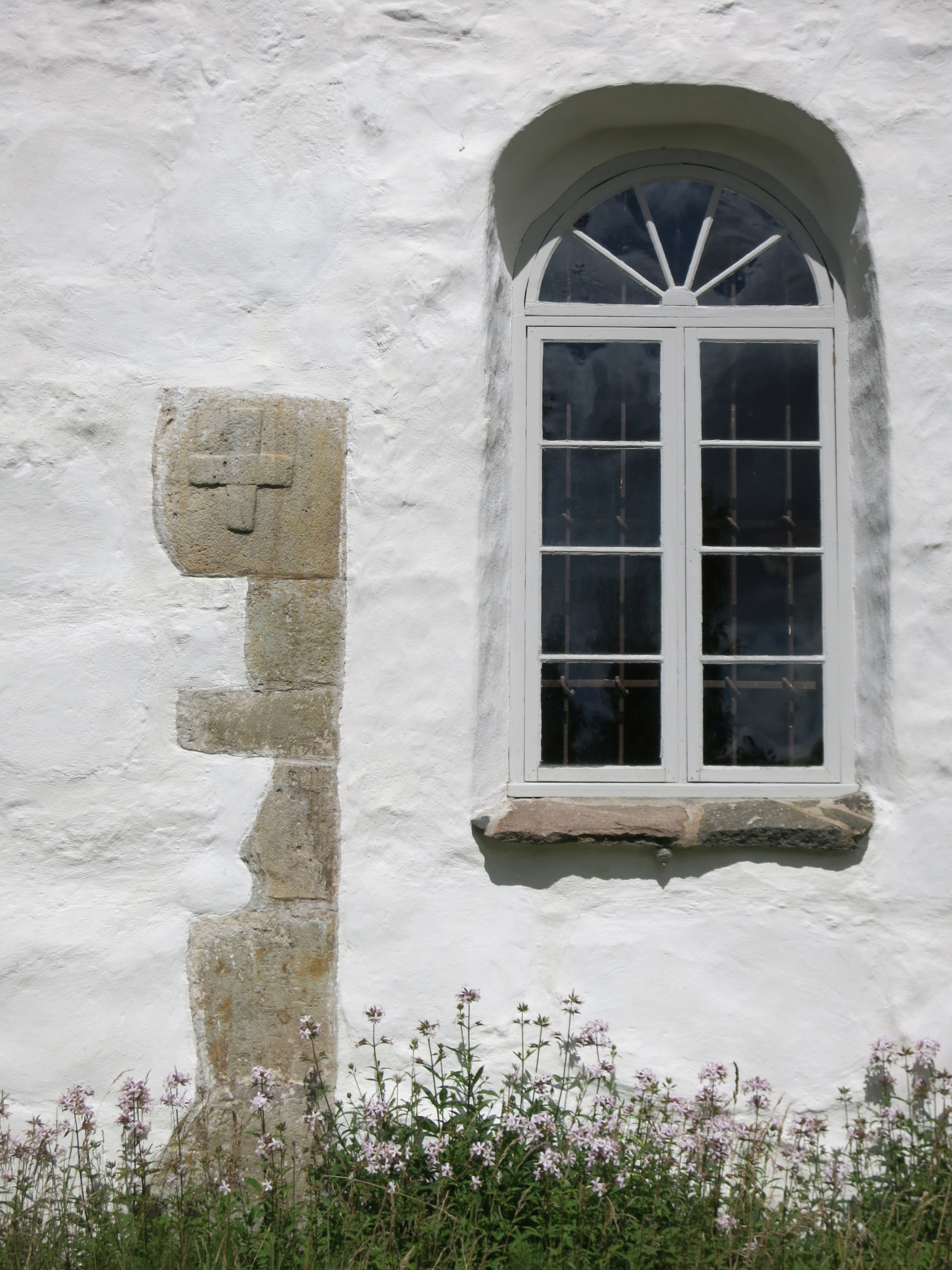
Fasaddetalj.
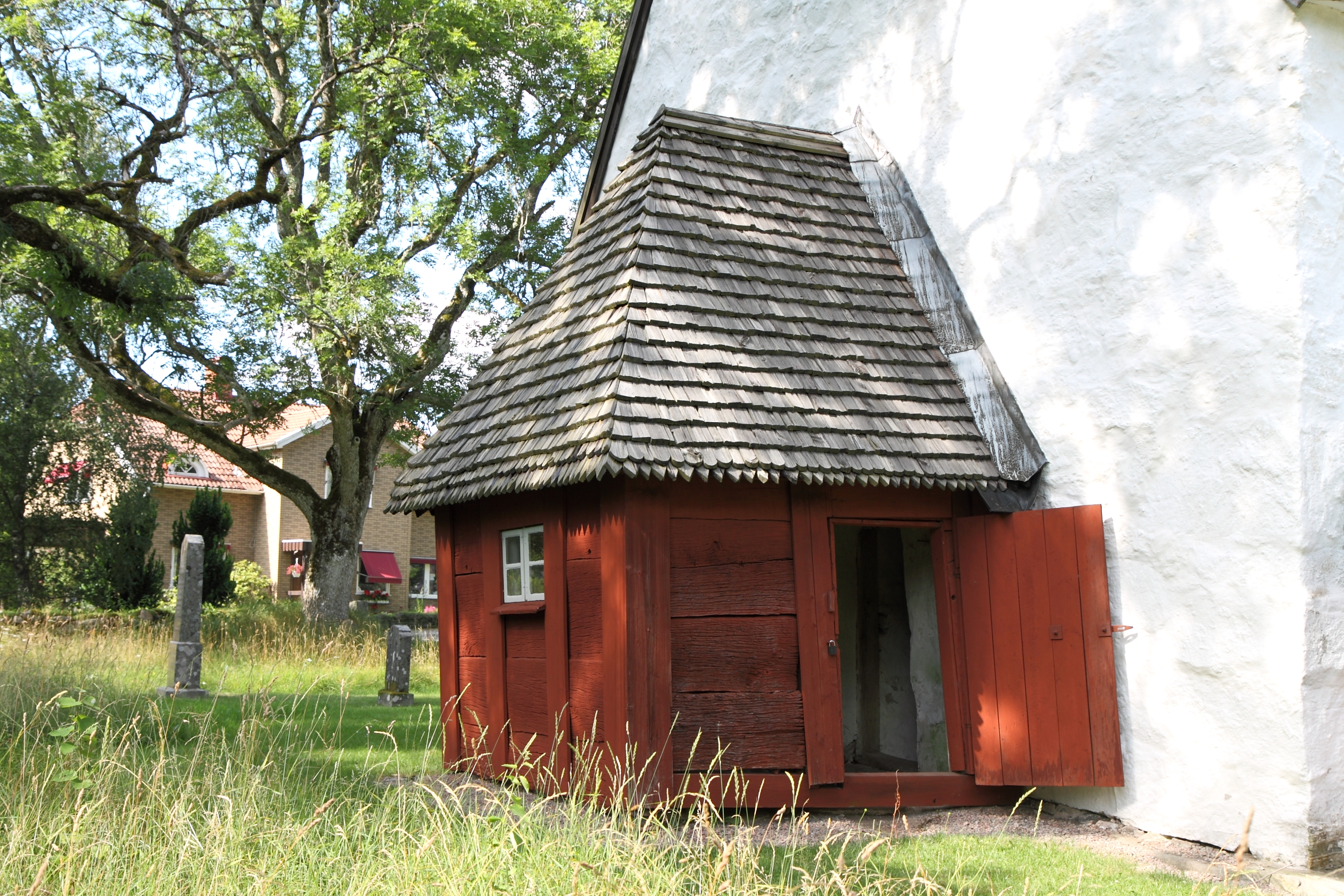
Vapenhuset.
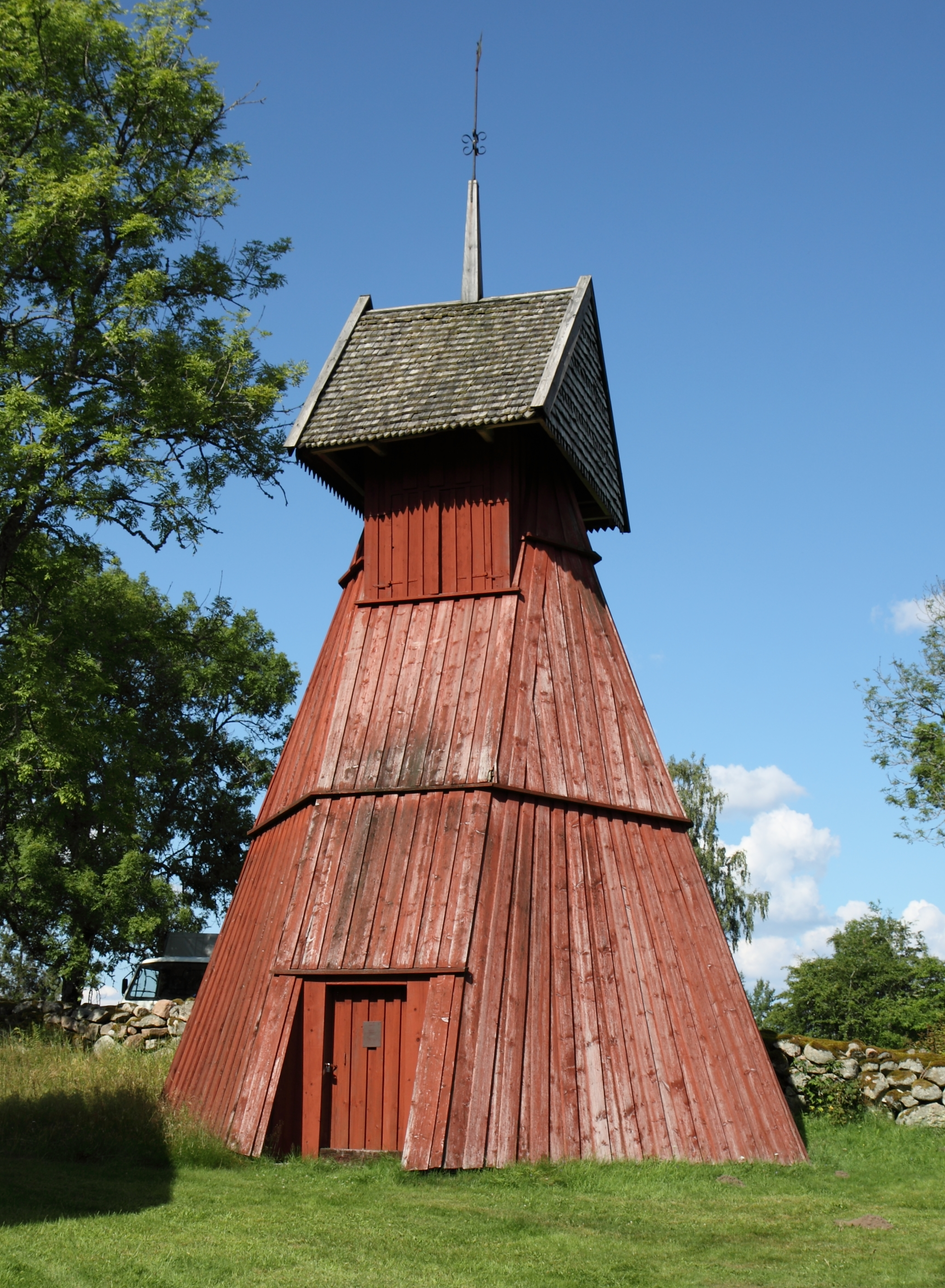
Klockstapeln.

## Interiörbilder

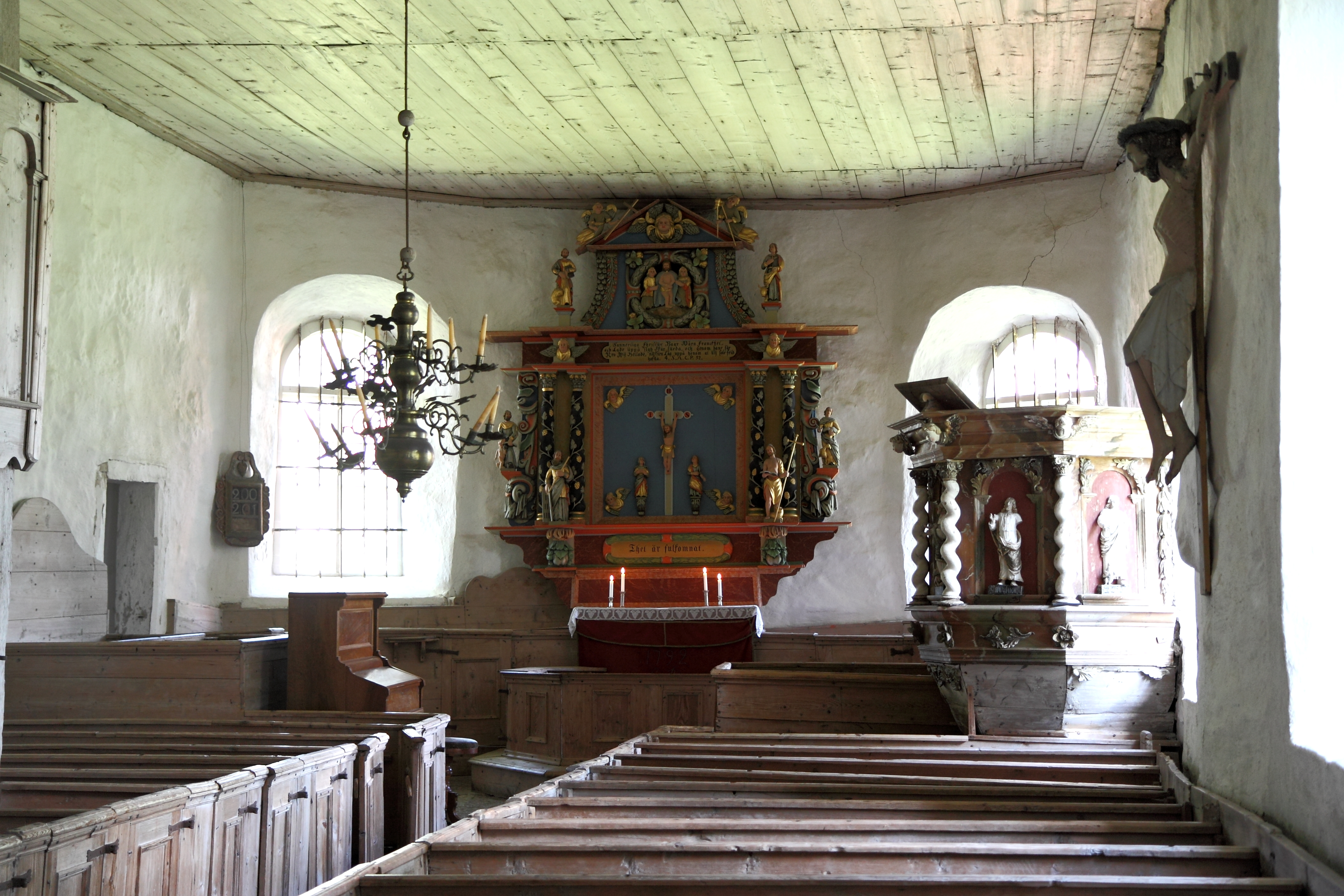
Interiör mot koret
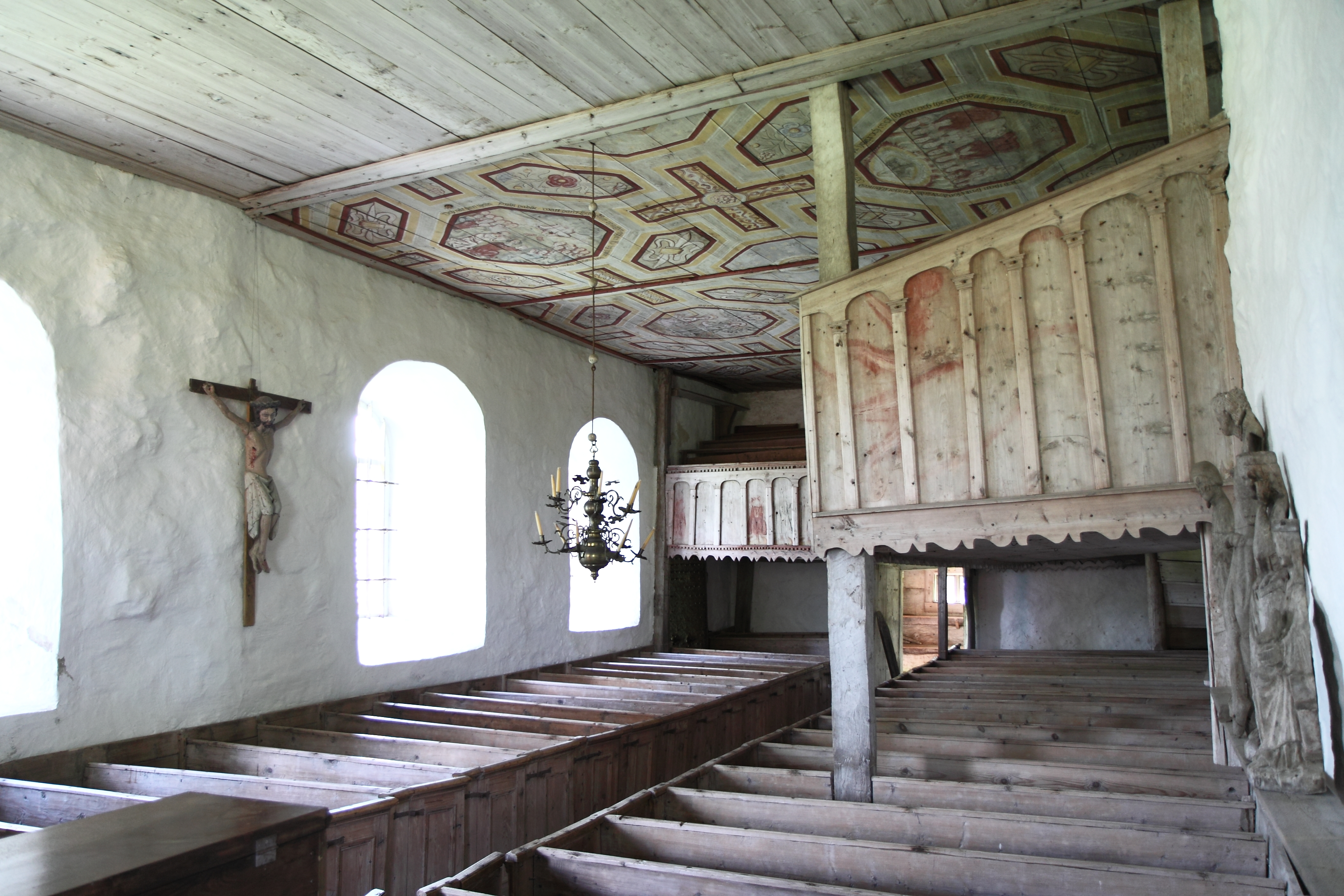
Interiör
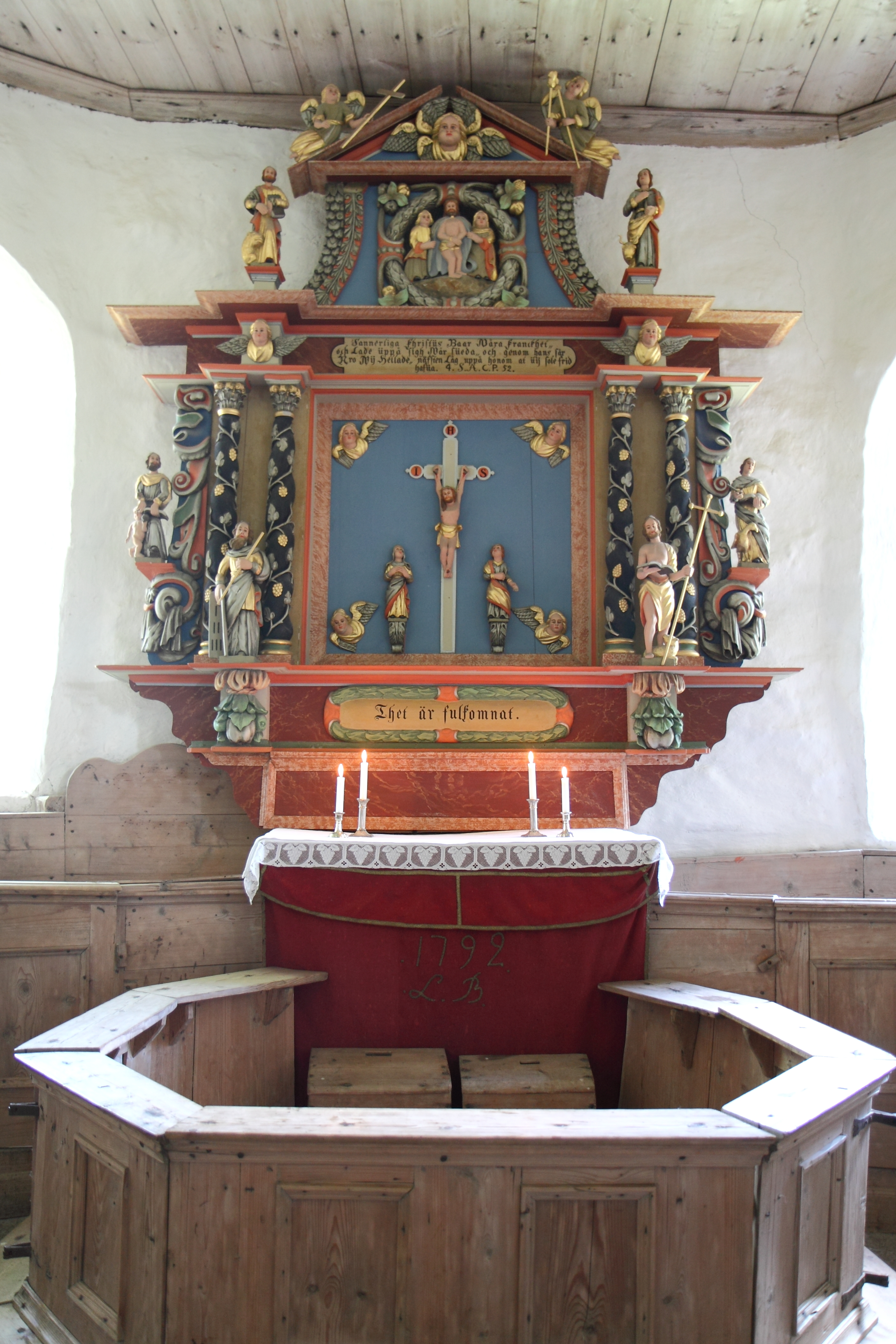
Koret
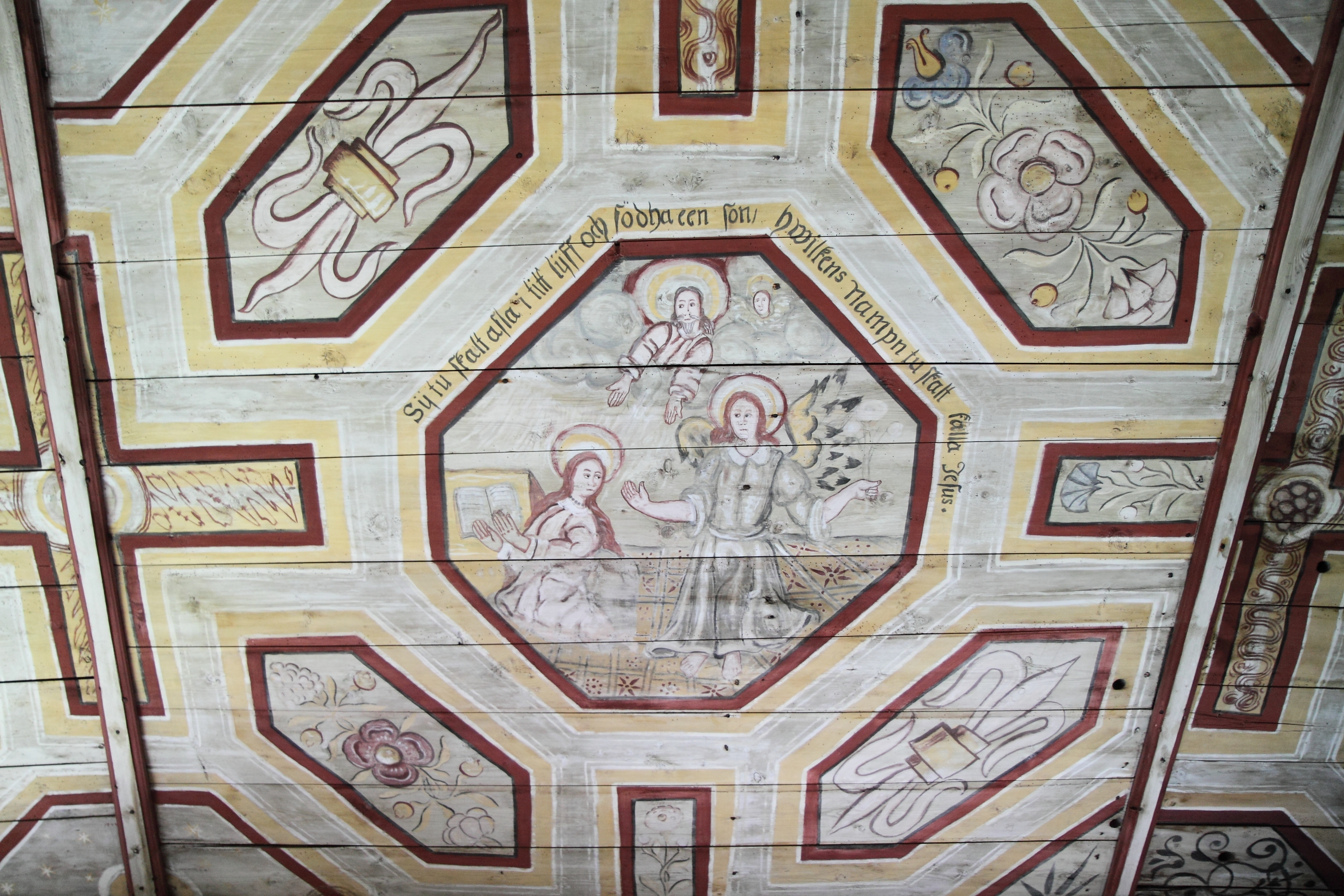
Takmålning
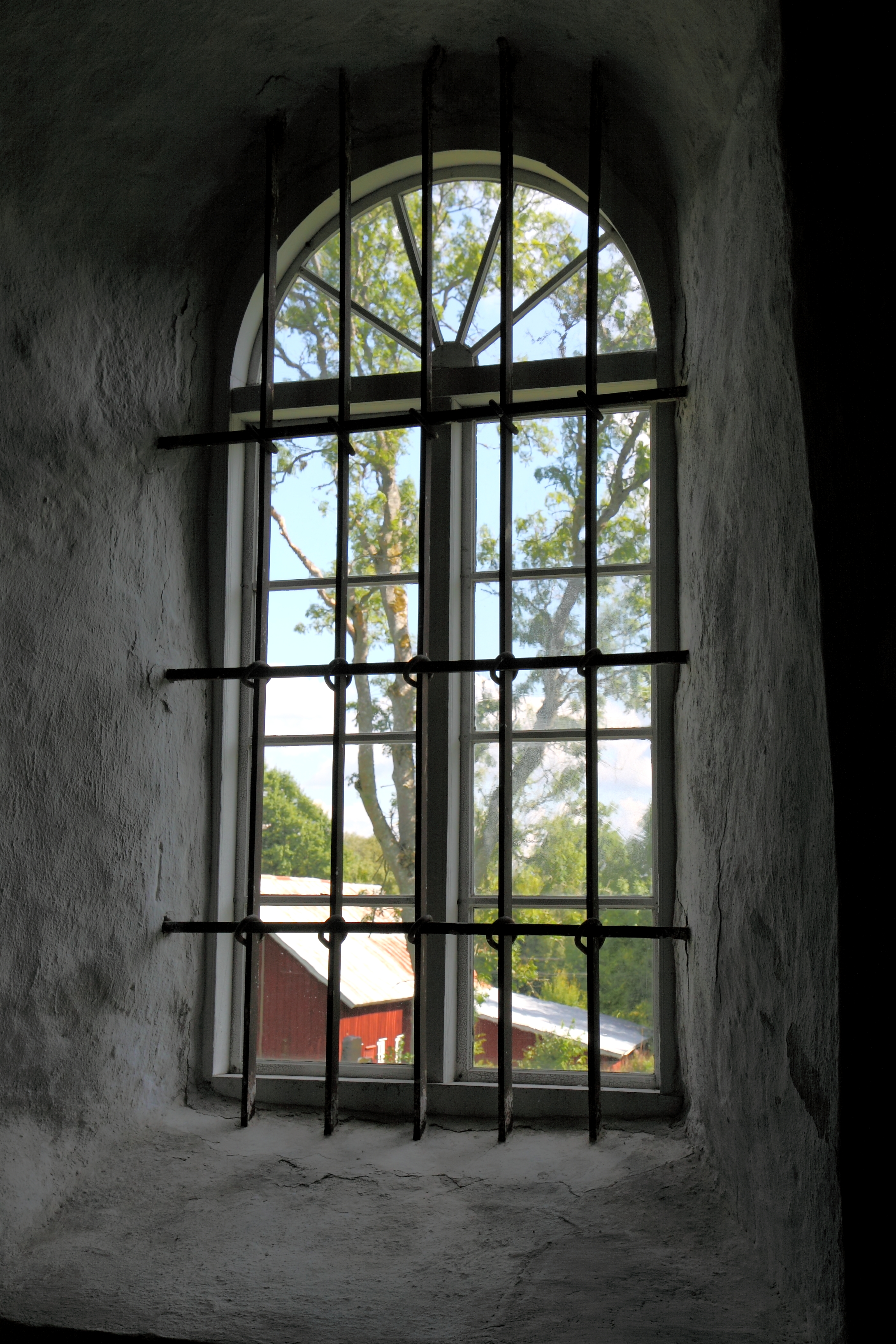
Fönster med galler från tiden som museum
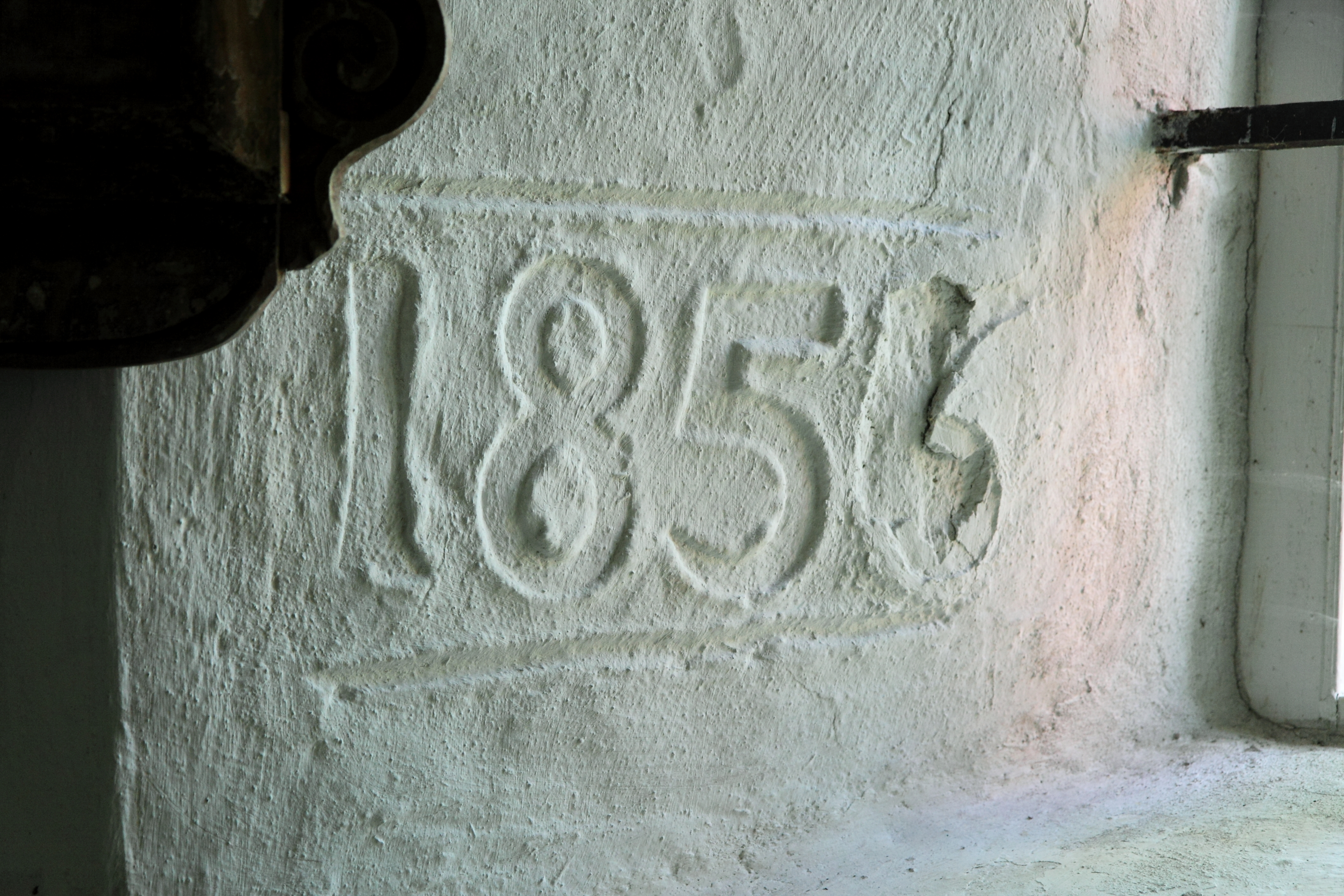
Årtal i fönsternisch
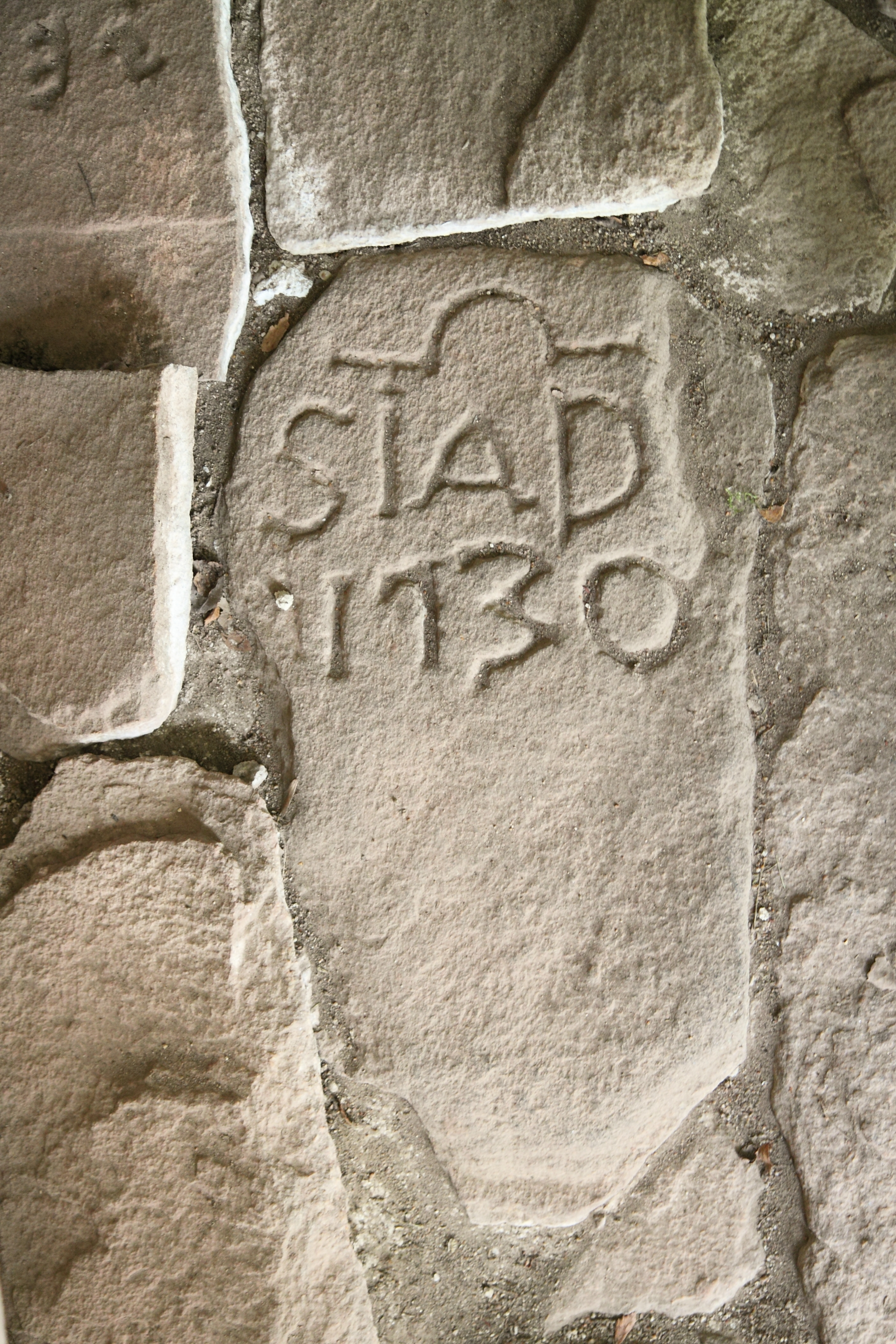
Äldre gravsten som golvplatta i vapenhuset
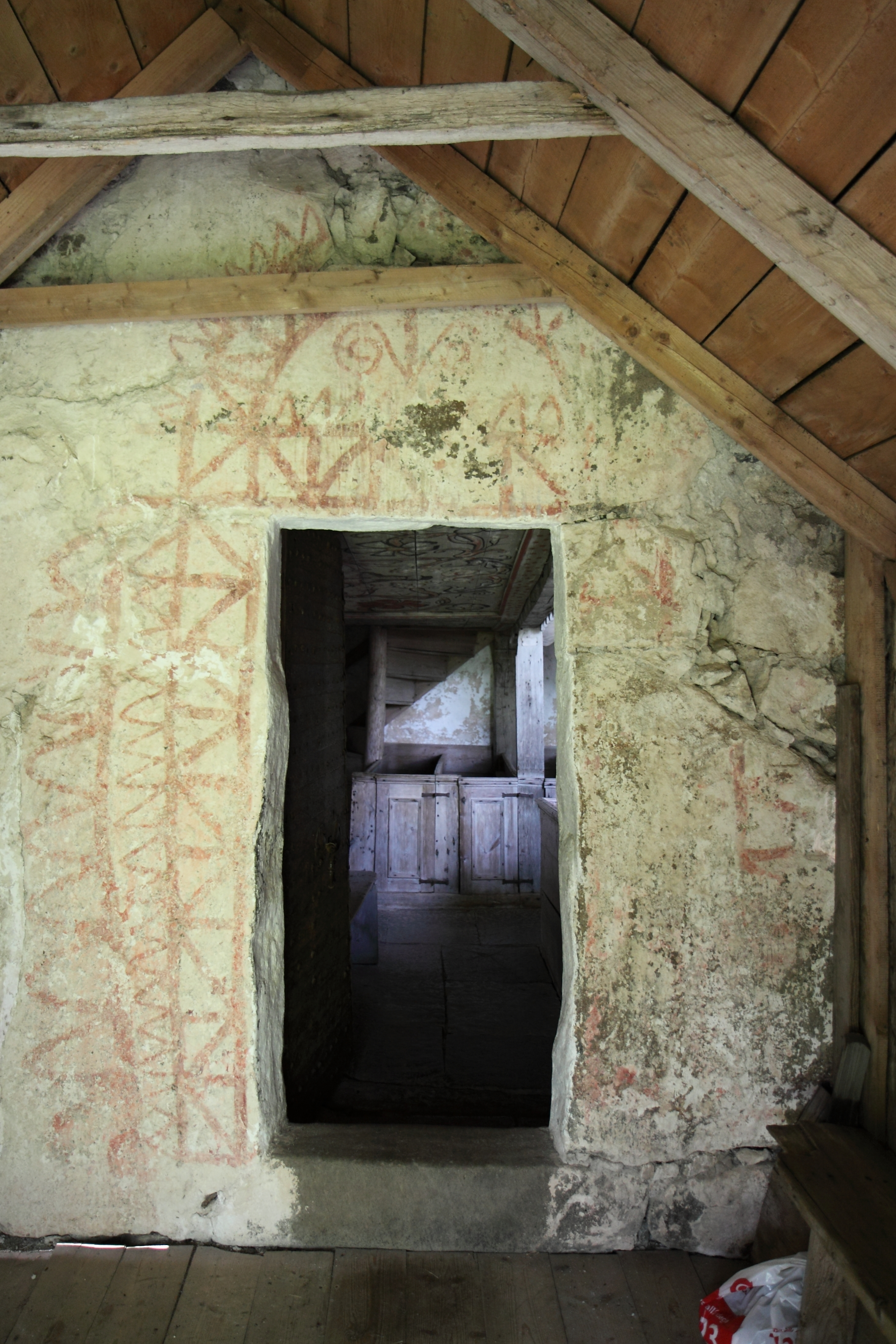
Väggmålning

## Inventarier
- Altaret
- Predikstolen
- Läktaren
- Psalmtavlan
- Ljuskrona
- Triumfkrucifix
- Träskulpturer
- Dopfunten